# Prva Makedonska Liga 2010/11
Die Prva Makedonska Liga 2010/11 war die 19. Spielzeit der höchsten Fußballliga Mazedoniens. Die Spielzeit begann am 31. Juli 2010 und endete am 28. Mai 2011 mit der 33. und letzten Runde.
Meister wurde zum ersten Mal in der Vereinsgeschichte der Aufsteiger KF Shkëndija. Titelverteidiger FK Renova Džepčište wurde Dritter. Rekordmeister Vardar Skopje war zwar sportlich abgestiegen, verblieb aber nach einer Fusion mit dem FK Miravci in der Liga.

## Vereine
Gleich vier Mannschaften waren 2009/10 abgestiegen. Während Makedonija Skopje, der FK Sloga Jugomagnat und FK Pobeda Prilep aus verschiedenen Gründen aus der Liga ausgeschlossen worden waren, war der FK Milano Kumanovo in den Relegationsspielen gegen den FK Bregalnica Štip gescheitert. Ferner waren der KF Shkëndija, der FK Skopje und der FK Napredok Kičevo aufgestiegen.
| Verein              | Stadt     | Stadion              | Kapazität |
| ------------------- | --------- | -------------------- | --------- |
| FK Bregalnica Štip  | Štip      | Stadtstadion Štip    | 04.000    |
| FK Horizont Turnovo | Turnovo   | Kukuš-Stadion        | 01.500    |
| FK Metalurg Skopje  | Skopje    | Železarnica-Stadion  | 04.000    |
| FK Napredok Kičevo  | Kičevo    | Stadtstadion Kičevo  | 05.000    |
| FK Pelister Bitola  | Bitola    | Tumbe Kafe Stadion   | 08.000    |
| FK Rabotnički       | Skopje    | Philip-II-Arena      | 36.400    |
| FK Renova Džepčište | Džepčište | Stadtstadion Tetovo  | 20.000    |
| KF Shkëndija        | Tetovo    | Stadtstadion Tetovo  | 20.000    |
| FK Skopje           | Skopje    | Avtokomanda Stadium  | 04.000    |
| FK Sileks Kratovo   | Kratovo   | Stadtstadion Kratovo | 01.800    |
| FK Teteks Tetovo    | Tetovo    | Stadtstadion Tetovo  | 20.000    |
| Vardar Skopje       | Skopje    | Philip-II-Arena      | 36.400    |

## Abschlusstabelle
| Pl. | Verein                  | Sp. | S  | U  | N  | Tore    | Diff. | Punkte |
| --- | ----------------------- | --- | -- | -- | -- | ------- | ----- | ------ |
| 1.  | KF Shkëndija (N)        | 33  | 21 | 9  | 3  | 065:230 | +42   | 72     |
| 2.  | FK Metalurg Skopje (P)  | 33  | 17 | 10 | 6  | 048:240 | +24   | 61     |
| 3.  | FK Renova Džepčište (M) | 33  | 17 | 9  | 7  | 054:310 | +23   | 60     |
| 4.  | FK Rabotnički           | 33  | 15 | 10 | 8  | 053:310 | +22   | 55     |
| 5.  | FK Sileks Kratovo       | 33  | 13 | 8  | 12 | 039:380 | +1    | 47     |
| 6.  | FK Horizont Turnovo     | 33  | 13 | 6  | 14 | 035:350 | ±0    | 45     |
| 7.  | FK Teteks Tetovo (P)    | 33  | 12 | 8  | 13 | 038:360 | +2    | 44     |
| 8.  | FK Bregalnica Štip (N)  | 33  | 12 | 5  | 16 | 033:490 | −16   | 41     |
| 9.  | FK Skopje (N)           | 33  | 9  | 10 | 14 | 036:390 | −3    | 37     |
| 10. | FK Napredok Kičevo (N)  | 33  | 10 | 7  | 16 | 030:480 | −18   | 37     |
| 11. | Vardar Skopje 1         | 33  | 9  | 5  | 19 | 024:440 | −20   | 29     |
| 12. | FK Pelister Bitola      | 33  | 5  | 3  | 25 | 025:820 | −57   | 18     |

| (M) | amtierender mazedonischer Meister     |
| (P) | amtierender mazedonischer Pokalsieger |
| (N) | Neuaufsteiger                         |

## Kreuztabelle
| Erste Runde (Runden 1–22) | Erste Runde (Runden 1–22) | Erste Runde (Runden 1–22) | Erste Runde (Runden 1–22) | Erste Runde (Runden 1–22) | Erste Runde (Runden 1–22) | Erste Runde (Runden 1–22) | Erste Runde (Runden 1–22) | Erste Runde (Runden 1–22) | Erste Runde (Runden 1–22) | Erste Runde (Runden 1–22) | Erste Runde (Runden 1–22) | 2010/11             | Rückrunde (Runden 23–33) | Rückrunde (Runden 23–33) | Rückrunde (Runden 23–33) | Rückrunde (Runden 23–33) | Rückrunde (Runden 23–33) | Rückrunde (Runden 23–33) | Rückrunde (Runden 23–33) | Rückrunde (Runden 23–33) | Rückrunde (Runden 23–33) | Rückrunde (Runden 23–33) | Rückrunde (Runden 23–33) | Rückrunde (Runden 23–33) |
| ------------------------- | ------------------------- | ------------------------- | ------------------------- | ------------------------- | ------------------------- | ------------------------- | ------------------------- | ------------------------- | ------------------------- | ------------------------- | ------------------------- | ------------------- | ------------------------ | ------------------------ | ------------------------ | ------------------------ | ------------------------ | ------------------------ | ------------------------ | ------------------------ | ------------------------ | ------------------------ | ------------------------ | ------------------------ |
| KF Shkëndija              | FK Metalurg Skopje        | FK Renova Džepčište       | FK Rabotnički             | FK Sileks Kratovo         | FK Horizont Turnovo       |                           |                           |                           | FK Napredok Kičevo        | Vardar Skopje             | FK Pelister Bitola        | Verein              | KF Shkëndija             | FK Metalurg Skopje       | FK Renova Džepčište      | Rabotnički Skopje        | Sileks Kratovo           | FK Horizont Turnovo      |                          |                          |                          | FK Napredok Kičevo       | Vardar Skopje            | FK Pelister Bitola       |
|                           | 3:0                       | 4:1                       | 3:0                       | 3:0                       | 3:0                       | 0:0                       | 2:0                       | 1:0                       | 3:0                       | 3:1                       | 4:1                       | KF Shkëndija        |                          | 2:2                      | –                        | 2:1                      | 1:0                      | –                        | 3:1                      | –                        | –                        | 4:1                      | 2:0                      | –                        |
| 1:1                       |                           | 2:0                       | 0:1                       | 1:2                       | 3:0                       | 1:0                       | 1:0                       | 3:0                       | 1:2                       | 1:0                       | 4:0                       | FK Metalurg Skopje  | –                        |                          | 0:0                      | –                        | –                        | 1:1                      | 1:1                      | 3:0                      | 2:1                      | –                        | –                        | 5:0                      |
| 1:0                       | 1:0                       |                           | 1:1                       | 3:1                       | 0:0                       | 2:1                       | 2:0                       | 1:1                       | 5:0                       | 4:0                       | 2:0                       | FK Renova Džepčište | 1:1                      | –                        |                          | 2:2                      | 2:1                      | –                        | 4:2                      | –                        | –                        | 4:1                      | 1:0                      | –                        |
| 1:1                       | 2:2                       | 1:1                       |                           | 0:0                       | 2:1                       | 1:2                       | 3:1                       | 1:1                       | 0:0                       | 2:0                       | 3:0                       | Rabotnički Skopje   | –                        | 1:1                      | –                        |                          | –                        | 2:1                      | 2:1                      | 7:0                      | 1:1                      | –                        | –                        | 1:2                      |
| 1:1                       | 0:1                       | 2:0                       | 2:0                       |                           | 0:2                       | 0:0                       | 3:1                       | 0:0                       | 1:1                       | 1:0                       | 2:1                       | Sileks Kratovo      | –                        | 2:1                      | –                        | 2:0                      |                          | –                        | –                        | 3:0 1                    | –                        | 2:1                      | 0:1                      | –                        |
| 0:1                       | 1:3                       | 2:0                       | 0:2                       | 4:0                       |                           | 1:0                       | 2:0                       | 1:0                       | 1:0                       | 3:0 2                     | 3:0                       | FK Horizont Turnovo | 0:2                      | –                        | 1:1                      | –                        | 2:0                      |                          | 0:2                      | –                        | –                        | 0:0                      | 1:1                      | –                        |
| 1:0                       | 0:0                       | 1:1                       | 0:1                       | 1:1                       | 1:0                       |                           | 2:0                       | 2:1                       | 2:1                       | 3:2                       | 3:0                       | FK Teteks Tetovo    | –                        | –                        | –                        | –                        | 0:2                      | –                        |                          | 0:2                      | 2:1                      | –                        | 2:1                      | 6:1                      |
| 2:1                       | 1:2                       | 3:1                       | 0:2                       | 2:2                       | 1:0                       | 1:0                       |                           | 1:0                       | 4:2                       | 0:0                       | 2:0                       | FK Bregalnica Štip  | 0:2                      | –                        | 1:4                      | –                        | –                        | 1:0                      | –                        |                          | 0:0                      | –                        | –                        | 4:0                      |
| 3:3                       | 0:0                       | 0:1                       | 0:1                       | 2:1                       | 3:0                       | 1:0                       | 0:3                       |                           | 1:0                       | 1:0                       | 2:0                       | FK Skopje           | 2:2                      | –                        | 2:0                      | –                        | 1:1                      | 1:2                      | –                        | –                        |                          | –                        | –                        | 4:1                      |
| 1:1                       | 0:1                       | 1:0                       | 2:0                       | 1:0                       | 0:1                       | 1:0                       | 1:0                       | 2:0                       |                           | 2:1                       | 3:1                       | FK Napredok Kičevo  | –                        | 1:2                      | –                        | 0:5                      | –                        | –                        | 1:1                      | 0:0                      | 1:3                      |                          | –                        | 2:0                      |
| 0:2                       | 1:2                       | 0:2                       | 1:0                       | 2:1                       | 1:1                       | 2:0                       | 1:2                       | 1:0                       | 2:1                       |                           | 1:0                       | Vardar Skopje       | –                        | 0:1                      | –                        | 1:4                      | –                        | –                        | –                        | 1:1                      | 0:0                      | 1:0                      |                          | –                        |
| 0:1                       | 0:0                       | 0:1                       | 0:3                       | 1:3                       | 2:0                       | 1:0                       | 2:0                       | 5:4                       | 1:1                       | 1:2                       |                           | FK Pelister Bitola  | 1:3                      | –                        | 0:5                      | –                        | 2:3                      | 1:4                      | –                        | –                        | –                        | –                        | 1:0                      |                          |

## Relegation
Die neunt- und zehntplatzierten Teams spielten in einfachen Playoffs gegen die dritt- und viertplatzierten Mannschaften der zweiten Liga um den Klassenerhalt. Während  FK Napredok Kičevo sein Spiel gewinnen konnte und in der Prva Liga verblieb. verlor der FK Skopje sein Spiel und musste absteigen.
| Datum        |                    | Ergebnis |                      | Ort                           |
| ------------ | ------------------ | -------- | -------------------- | ----------------------------- |
| 8. Juni 2011 | FK Napredok Kičevo | 2:0      | GFK Tikveš Kavadarci | Stadion Gjorče Petrov, Skopje |
| 8. Juni 2011 | FK Skopje          | 1:4      | FK Miravci           | Stadion Goce Delčev, Prilep   |

## Torschützenliste
| Rang | Name                | Verein              | Tore |
| ---- | ------------------- | ------------------- | ---- |
| 1.   | Hristijan Kirovski  | FK Skopje           | 20   |
| 2.   | Borče Manevski      | FK Rabotnički       | 19   |
| 3.   | Ferhan Hasani       | KF Shkëndija        | 13   |
| 4.   | Ersen Sali          | KF Shkëndija        | 12   |
| 4.   | Aleksandar Temelkov | FK Sileks Kratovo   | 12   |
| 6.   | Boban Jančevski     | FK Renova Džepčište | 11   |
| 6.   | Izair Emini         | KF Shkëndija        | 11   |
| 8.   | Cvetan Čurlinov     | FK Horizont Turnovo | 9    |
| 8.   | Ilber Ali           | FK Renova Džepčište | 9    |
| 8.   | Mile Krstev         | FK Metalurg Skopje  | 9    |
| 8.   | Gjorgi Zarevski     | FK Sileks Kratovo   | 9    |
| 8.   | Vulnet Emini        | FK Renova Džepčište | 9    |